# عرشیا به‌نژاد
عرشیا به‌نژاد بازیکن والیبال اهل ایران است. او اکنون عضو تیم شهرداری ارومیه و تیم ملی والیبال جوانان ایران است. او با تیم ملی والیبال جوانان ایران در مسابقات قهرمانی آسیا ۲۰۲۲ و قهرمانی جهان ۲۰۲۳قهرمان شد و به عنوان بهترین پاسور این مسابقات نیز شناخته شد. عرشیا به نژاد در لیگ ملت های 2025 رتبه 4 در جمع بهترین پاسور ها قرار گرفت.